# Girolamo Benivieni
Girolamo Benivieni (italiano: [dʒiˈrɔːlamo beniˈvjɛni]; 6 de febrero de 1453 a agosto de 1542) fue un poeta florentino y un músico. Su padre era notario en Florencia. Sufrió de mala salud la mayor parte de su vida, lo que le impidió tomar un trabajo más estable. Fue un miembro destacado de la Academia Medicean, una sociedad dedicada al estudio literario. Era amigo de Giovanni Pico della Mirandola (1463–1494), a quien conoció por primera vez en 1479; fue Pico della Mirandola quien lo animó a estudiar neoplatonismo.  A fines de la década de 1480, él y Pico della Mirandola se convirtieron en estudiantes del fraile dominicano Girolamo Savonarola (1452–1498).  En 1496, tradujo las enseñanzas de Savonarola del italiano al latín. Después de que comenzó a seguir a Savonarola, rechazó su poesía anterior e intentó escribir más espiritualmente.  Participó en la Hoguera de las vanidades de Savonarola y documentó la destrucción de arte por valor de "varios miles de ducados ".